# Маколей Фицгиббон, Генри
Генри Маколей Фицгиббон (англ. Henry Macaulay FitzGibbon; 30 июня 1855, Дублин — 1942) — ирландский юрист, литературовед и музыковед.
Получил юридическое образование. Публиковал реферативные обзоры решений ирландских судебных органов — в частности, Верховного суда Ирландии (англ. Irish High Court practice, 1906-1913), редактировал ежеквартальный сборник земельных отчётов (англ. The quarterly Irish land reports) и др. Во время Первой мировой войны служил в британской армии в чине капитана.
Составил антологию английской и шотландской поэзии XIII—XVI веков (англ. Early English and Scottish Poetry 1250-1600; 1888), подготовил сборник «Знаменитые елизаветинские пьесы, очищенные и приспособленные для современного читателя» (англ. Famous Elizabethan Plays. Expurgated and Adapted for Modern Readers; 1890), включавший пьесы «Праздник башмачника» Томаса Деккера, «Рыцарь Пламенеющего Пестика» Фрэнсиса Бомонта, «Эписин, или Молчаливая женщина» Бена Джонсона, «Новый способ платить старые долги» Филипа Мессинджера, «Перкин Уорбек» Джона Форда и «Два благородных родича» Уильяма Шекспира и Джона Флетчера — каждая с отдельным предисловием составителя. Подготовил также новое издание комедии «Хитроумный план щёголей» Джорджа Фаркера (1898).
Как музыковед Фицгиббон начиная с 1884 г. публиковал статьи в авторитетных британских журналах «Musical World», «Musical Opinion», «Musical Quarterly», а также в американском «The Flutist». Часть из них относилась к истории музыки (например, «Музыкальные инструменты и музыка в елизаветинской драме», англ. Instruments and Their Music in the Elizabethan Drama, 1931). Большинство публикаций были так или иначе связаны с флейтой, так как он сам являлся флейтистом-любителем (учился у флейтиста Джона Радклиффа). Основной труд Фицгиббона — «История флейты» (англ. The Story of the Flute; 1914, переиздания 1928, 1929). Леонардо де Лоренцо, отзываясь одобрительно о самом Фицгиббоне и его энтузиазме, сопровождает свой отзыв о его книге яростным несогласием с рядом её положений.